# Psia Górka (Filipowice)
Psia Górka – środkowo-zachodnia część wsi Filipowice w Polsce, położona w województwie małopolskim, w powiecie krakowskim, w gminie Krzeszowice.
W latach 1975–1998 Psia Górka administracyjnie należała do województwa krakowskiego.